# Li Xi
Li Xi (chiń. 李希; pinyin Lǐ Xī) – chiński polityk, podczas 20. Zjazdu Partii wybrany na sekretarza Centralnej Komisji Kontroli Dyscyplinarnej i siódmego członka Stałego Komitetu Biura Politycznego Komunistycznej Partii Chin.
Li spędził większą część swojej kariery w północno-zachodnich Chinach i pełnił funkcję sekretarza partii w Yan'an. Następnie pełnił funkcję zastępcy sekretarza partii w Szanghaju, potem gubernatora Liaoning, a następnie awansował na sekretarza partii prowincji. W latach 2017–2022 był sekretarzem partii w prowincji Guangdong i członkiem 19. Biura Politycznego Komunistycznej Partii Chin.